# رودولف أماندوس فيليبي
رودولف أماندوس فيليبي (1808-1904) (بالإنجليزية: Rudolph Amandus Philippi)‏ هو عالم نبات ألماني.